# 乐霄
乐霄（？—？），姓不详，乐氏，名霄，晋国大夫。
前514年，晋国的祁氏和羊舌氏被六卿消灭。中军将魏献子将羊舌氏的封邑分为三个县，魏献子认为乐霄贤能，提拔他担任铜鞮大夫，乐霄在接受县大夫的职务后才进见魏献子。